# Szentkatolna község
Szentkatolna község (románul: Comuna Catalina) község Kovászna megyében, Romániában. Központja Szentkatolna, beosztott falvai Hatolyka, Imecsfalva, Kézdimartonfalva, Kézdimárkosfalva.

## Népessége
A 2011-es népszámlálás adatai alapján a község népessége 3378 fő volt.